# Canon EOS 6D
Canon EOS 6D är en fullformatskamera från Canon som släpptes 2012. Lanseringspriset var ca 19 600 kr utan objektiv.
EOS 6D bygger till stor del på Canons modell EOS 60D. Designen uppdaterades något och bildkvalitén liknade mer Canon 5D mark III. Priset skiljde sig gentemot tidigare fullformatsmodeller vilket gjorde att modellen hamnade mellan insteg- och proffsmarknaden. Kameran var den första i EOS serien som hade stöd för WIFI och GPS.
I juli 2017 planeras den uppdaterade versionen Canon EOS 6D Mark II att släppas.